# チーズの歴史

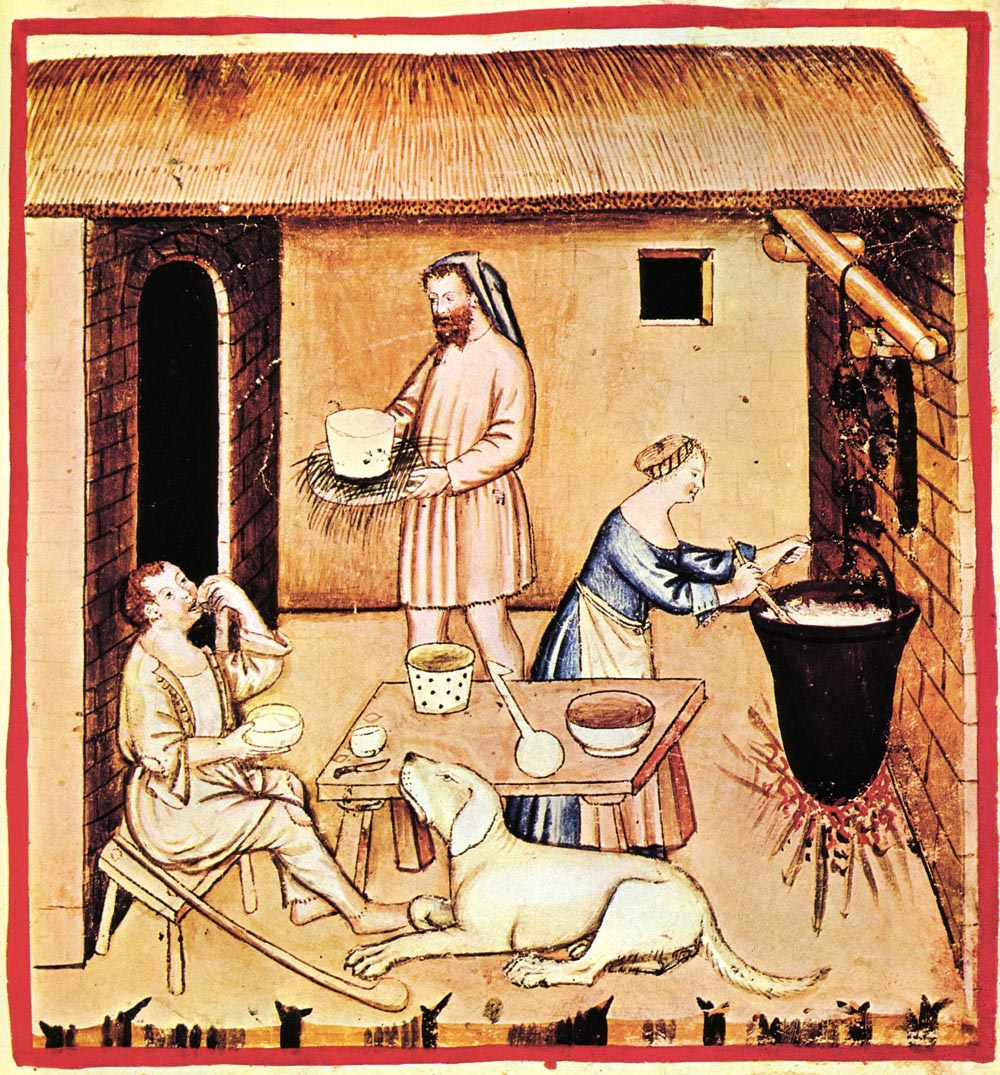
カタナテンセの「健康全書」（14世紀）にみるチーズづくり

チーズは古くからある食べ物であり、加工食品としては最古の歴史を持ち、その起源は先史時代まで遡る。自然にレンネットの恩恵に与ることのできる、反芻動物の胃でつくった嚢にいれて乳を運搬する習慣があるところには必ずついてまわるといってよい。チーズづくりの発祥の地がどこであるかを示す決定的な証拠はなく、ヨーロッパや中央アジアあるいは中東かは定まっていない。中欧のポーランドでは紀元前5500年ごろのスウィデリアン文化時代におけるチーズづくりの道具が発見されており、これが現在のところ最も古いチーズ製造の証拠である。そこから下って紀元前3100年ごろになるとサハラやメソポタミアの牧草地帯でエジプト人とシュメール人によって酪農が営まれていたという有力な証拠が存在する。またチーズづくりがヨーロッパで古くから定着していたことはヘレニズム初期の神話からも読み取ることができる。大プリニウスによれば、ローマ帝国が成立する時代には経済活動としてすでに洗練されていて、高価なチーズは上流階級のローマ人の舌を満足させるために長い距離をものともせずに取引されていた。

## 最初期
チーズの起源として想像しうる最古の年代は羊や山羊が家畜化される紀元前6000年前後であり、したがって正確な年代は確定できない。紀元前3000年ごろには酪農がエジプトとシュメールで行われた記録があり、サハラの草地ではさらに早くから行われていたことをうかがわせる。チーズをつくっておくことは高温気候でも乳が保存できる唯一の方法であるため、チーズづくりはそもそも酪農が営まれていなければ始まらない。動物の皮と空気を吹き込んだ内臓とは古代からさまざまな食料を貯蔵しておく容器の役割を果たしていた。おそらくチーズづくりの歴史とは、反芻動物の胃でできた入れ物に留め置いた乳がどうなったかを偶然に発見したことに始まる。胃にのこっているレンネットによって乳がカード（凝乳）とホエー（乳清）とに変化することに気づいた人間がいたと考えられる。アラブ人の伝説がチーズの発見者とたたえるのはこのようにして乳を貯蔵した紀元前12世紀ごろのアラブの商人であるが、すでにシュメール人たちの間ではチーズはよく知られた食べ物になっていた。例えば、紀元前21世紀頃のシュメール王朝、ウル第三王朝のシュルギ王の時代に記された粘土板文書には、年間63リットルのチーズが生産されていたことが記録されており、また、紀元前18世紀のハンムラビ王の時代には、市場で売買されているチーズに高い税が課されていたことがハンムラビ法典の碑文に記されている。そしてチーズづくりは西アジアから大きく三つの世界へと拡がったというのが従来の説である。ホロートやビヤスラグといった種類のチーズが生まれたモンゴル、次にパニールやチャーナが発祥のチベットやインド、最後にギリシャ・イタリアなどを入り口とするヨーロッパ、ということになっていた。

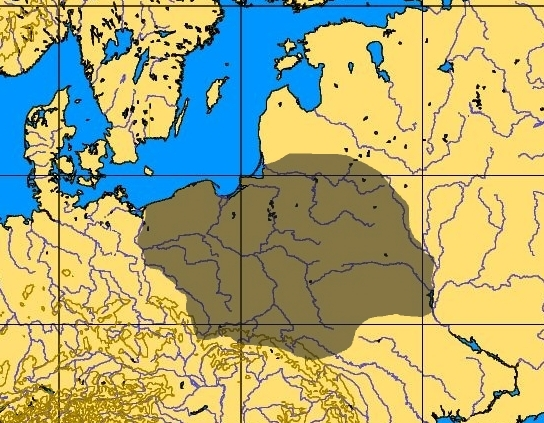
スウィデリアン文化

ところが、近年になってこの従来の説を覆しかねない大発見があった。人類最古のチーズ製造の痕跡が欧州のポーランドにて発見された。これは陶器の破片で、イギリスのブリストル大学などの国際研究チームが付着していた物質を詳細に分析したところ、山羊の乳のチーズであること、この陶器がチーズの漉し器であることが判明した。これは約7500年前のものでスウィデリアン文化（英語）にあたり、メソポタミアのシュメール人の時代よりも古く、上記のチーズ発明の推測時期とほぼ合致する非常に古いものである。これをもってポーランドがチーズの起源と断定することはできないが、少なくともこの紀元前6000年紀のチーズ製造という大発見により、中東や北アフリカに起源を求めていた従来の定説が、根底から覆される可能性が浮上したのである。そもそもチーズの起源を求めるときは、当時の世界各地の気候条件や植生が現在のものとは大きく異なっていたことを考慮すべきであった。当時のポーランドは、酪農およびチーズ製造に適した気候条件にあったと考えられる｡
実際のチーズづくりには、より貯蔵に適した状態にするためにと凝固した乳に塩して押し固めることは絶対条件ではない。乳を動物の胃のなかにいれたほうが、結果的に風味もよくなりしっかり凝結することを観察することが、意図的にレンネットを加えることにつながったのだろう。ヌーシャテルの湖上に建てられたアーンフィールド文化期の水上住宅からは、穴の開いたチーズ漉し器とおぼしき陶器の破片が見つかっているが、チーズ（GA.UAR ）とはっきりわかる最初期の痕跡は紀元前2千年紀ごろのシュメール人の楔形文字の文章である。チーズづくりの絵画的な史料としては古代エジプトの墓所に描かれた壁画があげられるが、これは年代としては紀元前2000年ごろにあたる。その頃のチーズはきわめて酸味と塩気が強いものである可能性が高く、風味の似通ったものを探すならば素朴なカッテージチーズか、フェタチーズ、あるいは脆いが味わいのあるギリシアのチーズあたりになるだろう。青銅時代の後期、ミノア・ミケーネ文明のころのクレタでは、線文字Bによる銘板にチーズ（tu-ro）の目録がつくられているし、羊の群れを放牧して育てる人間がいたこともわかっている。
中東よりも涼しい気候のヨーロッパでつくられたチーズは保存のために必要な塩は少なかった。塩分や酸味が抑えられるということは、チーズが有益な微生物にとってよい環境になり、成型も容易になることでもある。そして時間をおいたチーズにはっきりとした、それでいておもしろい風味が加わることにもつながった。

## 古代ギリシアとローマ

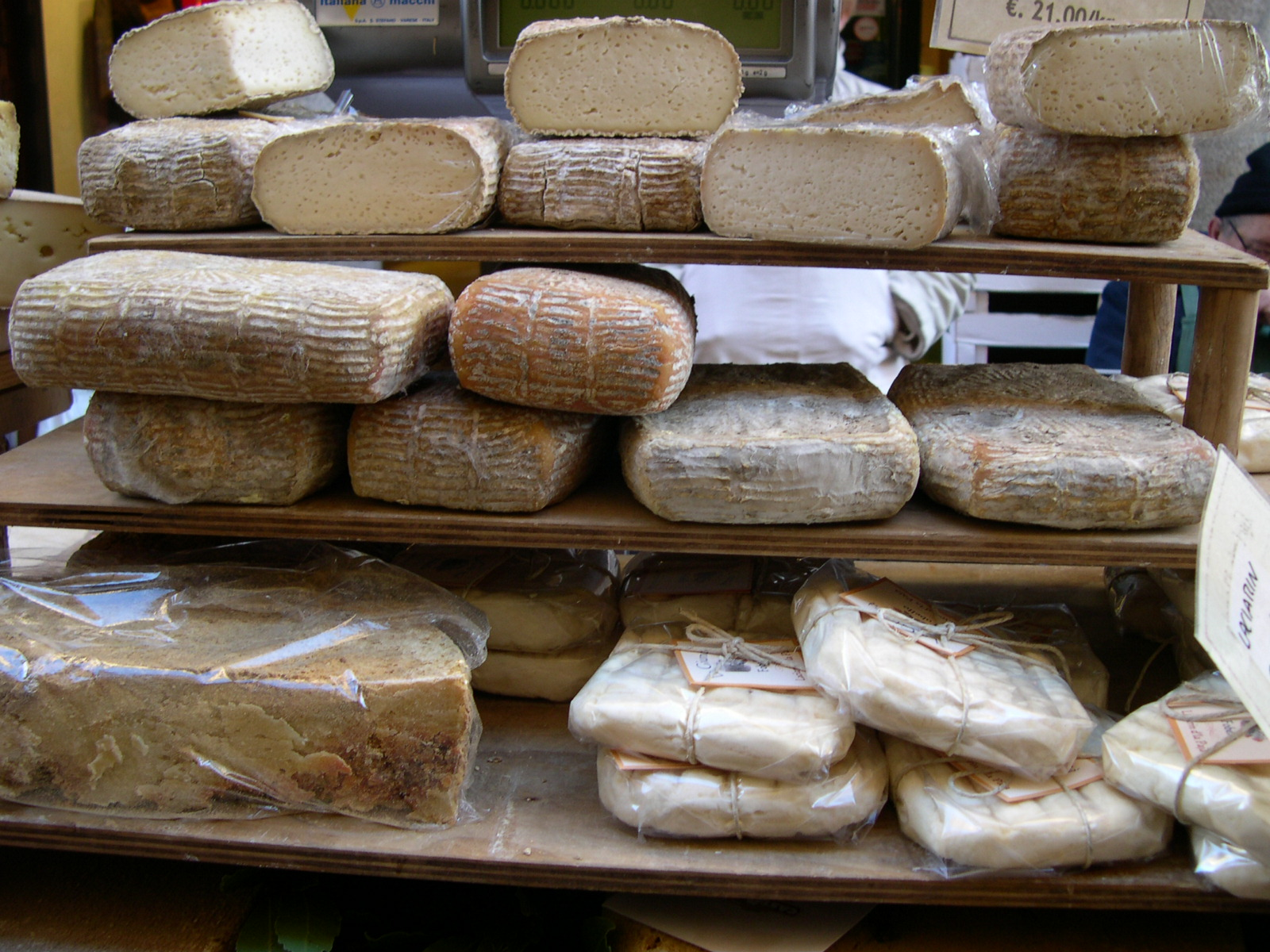
イタリアの市場に並ぶチーズ

古代ギリシアの神話においてチーズを発見する名誉はアリスタイオスに帰せられており、紀元前8世紀後半のホメーロスの「オデュッセイア」には、サイクロプスが羊山羊の乳からチーズをつくる姿が描かれている。
| 「 | 我々はすぐに奴の洞穴に着いたが、牧羊に出ていて中は空であった。そこで我々は足を踏み入れ目につく全ての貯蔵品を頂いたのた。チーズ籠はチーズであふれ、子ヤギと子羊とは檻におさまりきらないほどの数が飼われていた（…） 奴はそうしてしまうと座り込み、雌羊と山羊から乳をしぼっては順に放ち、その子らに乳を吸わせるに任すのだった。そして乳は半分ほど凝固させ、小枝細工の漉し器にかけておくのだ（…） | 」 |

エピクロスが自分のパトロンに送った固いチーズの丸々ひとつをもとめる手紙が残っているように、彼は好きなときにこのごちそうを楽しむことができたのだろう。プリニウスもローマでチーズの上に暮らしたゾロアスター教徒のならわしを記録に残している。古代ギリシア人は乾燥して固くなったチーズを好んでいたとされており、栄養価の高い強壮剤や精力剤としても食されていた。
ローマの時代ともなると、チーズは日々の食事として親しまれるとともにチーズづくりも熟練の業が求められていく。ルキウス・ユニウス・モデラトゥス・コルメラの農書「デ・レ・ルスティカ」（65年ごろ）にはチーズづくりの工程が書かれており、レンネットによる凝固、凝乳の成形、塩蔵、熟成と詳細である。77年に著された大プリニウスの「博物誌」では、一章を割いて (XI, 97) 初期のローマ帝国の人々が多様なチーズを楽しむ様を描いている。プリニウスによれば最良のチーズはニームに近い村でつくられたものだが、保存がきかないのでフレッシュなまま食べなければいけないのだという。一般に食されていた古代ローマ時代のチーズは燻製にしたものが多かったとされる。また、超硬質チーズは保存性に優れ栄養価も高かったことから、遠征に出る兵士が保存食として携行していたと考えられている。

## ローマ帝国以後
ローマの人々が馴染みのない新たに入植してきた民と出会い、その隣人たちが持ち込んだチーズづくりの伝統や家畜の群れ、口にしたことのない「チーズ」にあたる言葉に接していくなかで、ヨーロッパにおけるチーズはさらに多様化していく。土地ごとに発展をとげてきたチーズづくりの伝統や種類が反映されるのである。長い距離を行き来しての取引が廃れるにつれて未知のチーズとの邂逅を果たすのは旅人だけになる。だからこそシャルルマーニュが初めて出会った外側も食べられるホワイトチーズが、ノトケル・バルブルスが描いた皇帝の人生に一つの佳話を添えているのである。シャルルマーニュはロックフォールやブリーチーズなどの気に入ったチーズを毎年納めさせており、帝国へ上納するためのチーズの生産のために村の財政が傾くほどだったと言われている。帝国の全盛期にはヨーロッパ全土に派遣されたローマ軍の兵士がチーズを広めたといわれ、その後は荘園と修道院でチーズがつくられることで、土地ごとの細菌叢の影響をうけたそれぞれの地方の特色がさらに生かされるようになった。修道院ではワインと共にチーズの生産が行われていたため、チーズは「酔っ払いのビスケット」と呼ばれていた。修道士が違えばチーズも異なるというような固有性は現代のブランド戦略にも通じるものがある。たとえば今日の英国チーズ委員会も、イギリスには地方ごとにつくられるチーズはおよそ700にもわたると主張している。フランスとイタリアではそれぞれ400ほどの種類があり、フランスのことわざ通りに、年ごとに毎日違ったチーズがあるということになる。それはかつてシャルル・ド・ゴールが口にした「はたして246種類もチーズがあるような国を治めることなどできるのだろうか？」という疑問の裏返しなのだ。このように各修道院で多様な種類のチーズが小規模に生産されていた一方で、エメンタールチーズやパルミジャーノ・レッジャーノのような1個のチーズに1000リットルの乳を使うような大きなチーズの生産では地域住民が総出であたる大規模な生産体制が取られていた。ヨーロッパにおけるチーズの製法の進歩はローマが凋落すると何世紀にもわたって停滞することになるが、それでもチーズは距離を隔てた交易の要の品であった。また、貨幣経済が未発達で貨幣流通量の少なかった中世ヨーロッパではチーズはその輸送の容易さから税として物納されており、例えばフランスのピュイ＝ド＝ドーム県にあるミュロルでは、1418年に500kgのチーズが税として納められたという記録が残っている。しかしほとんど中世の長きにわたって農民の食事と誹りを受け、貴族の食卓にはふさわしくなく、良家の人間の健康を害するものとさえ考えられていた。ラングランドの「農夫ピアズの夢」（1360-87年ごろ）の主人公と仲間の農民たちは寓話的に描写された飢饉を象徴する存在と出会い、こう言われる。「私が得たものといえば、一対の新鮮なチーズ、わずかなカードとクリーム、オートミールのビスケット、豆を塊ふたつ分、私の子供のために焼きかためたふすまぐらいのものだ」。

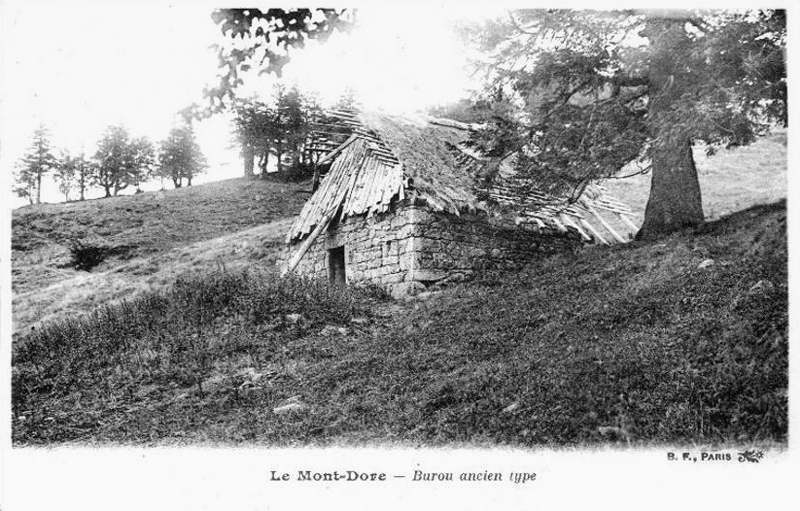
モン・ドールにある伝統的な屋根葺きの「ブロン(buron)」と呼ばれるチーズづくりの小屋（フランス、ピュイ・ドゥ・ドーム）

今日あるようなチーズの多くがはじめて記録されるのは中世の後半からそれ以後にかけてのことで、チェダーはおよそ1500年、パルメザンが1597年、ゴーダとカマンベールがそれぞれ1697年と1791年であるが、これらの地域でつくられたチーズが今日の種類分けとどの程度まで重ねられるかを判断する術はない。古いものでは、ゴルゴンゾーラが9世紀、パルミジャーノ・レッジャーノが12世紀の文献に記載されている。1891年に発明されたリーデルクランツ・チーズの誕生とその亡失とは、チーズが絶えるとはどういうものかという実例でもある。

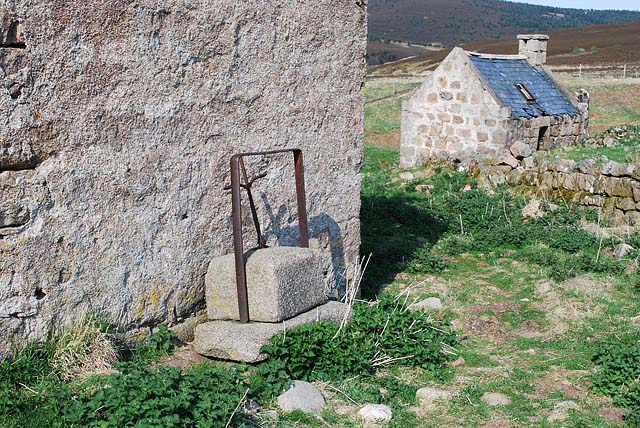
いまでは使われていないチーズを成形するための石（スコットランドのアバディーンシャー）

1546年のジョン・ヘイウッドのことわざ集には「月はグリーンチーズでできている」というものがある（ここでいう「グリーン」とは、今日多くの人が考えるように緑のことではなく、新鮮で熟成されていないことを表している）。こういった情趣のバリエーションは長い伝統をもっており、最近ではNASAも2006年のエイプリル・フールの日に
このおとぎ話をパロディ化した声明を発表したことがある。

## 近代
時代が下りヨーロッパの文化が広まる現代になるまで、東洋、コロンブス以前のアメリカ大陸、限定的な利用に留まった地中海以南のアフリカなどではチーズの話題はほとんど聞かれることはなく、この食べ物が普及し人気を博したのはヨーロッパとその文化の影響を強くうけた地域だけである。しかし、ヨーロッパの最初の帝国主義とともに後世の欧米文化と食生活が広まることで、チーズはしだいに認知され、世界的に人気がでるようになる。イギリスからアメリカへと渡るメイフラワー号にもチーズが積まれていたというが、ヨーロッパ、中東、アメリカの外ではまれに一地方の民族的な料理の一部とみなされることがまだあった。

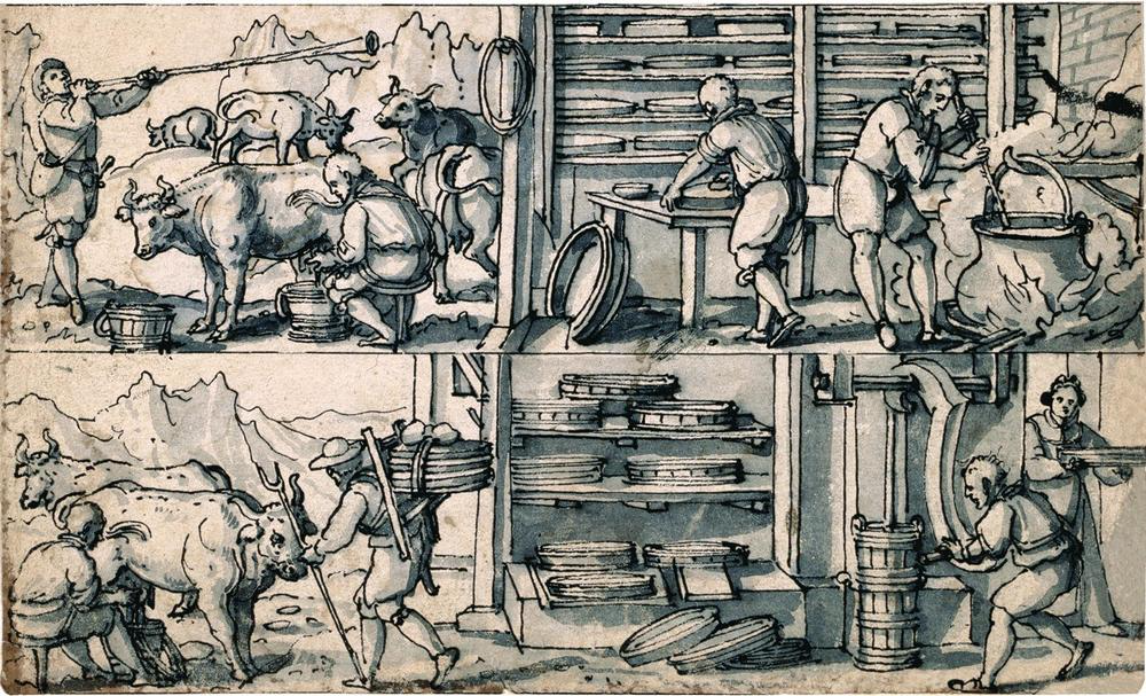
16世紀スイスのチーズ工房

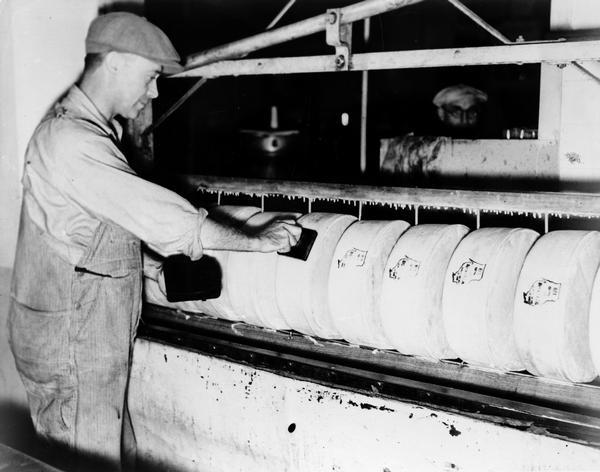
ウィスコンシン州の工場でチーズにスタンプを捺す工員 (1922年)

チーズづくりはヨーロッパでは伝統的に家庭で行われていたが、スイスでは早い時期から酪農家でも主婦でもない職人の仕事となり、さらには組合や職人の養成学校もできた。初めてチーズを工業生産する拠点ができるのもこの国で1815年の事だが、実際に大規模な生産を可能にしたのはアメリカだった。たいていジェシー・ウィリアムズの名があがるが、このニューヨーク州ローム出身の酪農家が、1851年に組み立てラインによって近所の農家から調達した牛乳でチーズづくりを始めたのである。その後数十年でこのような酪農家の組合は無数に存在するようになった。
1860年代にはレンネットの大量生産が始まるようになり、世紀をまたぐと今度は化学者たちが純粋な微生物の培養を行った。それまでチーズづくりにおけるバクテリアは自然環境かできて間もない乳清の再利用に依存していたのである。純粋な培養ができるということはチーズの生産が規格化されるということを意味していた。
第二次世界大戦の頃には工場製のチーズが伝統的な製法でつくられたチーズを駆逐し、アメリカやヨーロッパでは初めて工場がほとんどのチーズの生産拠点となっていた。今日ではたとえばアメリカ人など、工場製か否かを問わず「本物」よりもプロセスチーズを買うことのほうが多い。

## 日本におけるチーズの歴史
日本列島では古墳時代後期には家畜としての牛が伝来している。日本では牛は農耕や食肉用・牛皮・牛角の利用が主要な目的で、牛乳を搾るという文化はなかったと考えられている。
中国大陸から乳製品が持ち込まれ、献上された朝廷で歓ばれるということはあった。古代には東国においても多くの牛が飼育され、『延喜式』によれば東国すべての国で蘇が貢納されている。中世には東国では牛の飼育が減少し、台頭した武士が牛よりも馬を重視したため、乳製品を利用する文化が育まれないままだった。
江戸幕府第8代将軍・徳川吉宗は、当時最高の薬餅と考えられていた乳製品である醍醐を生産・普及するため白牛3頭を嶺岡牧に導入した。18世紀には薬品としてバターに似た「白牛酪」が作られ、庶民が手にすることもあった。さらには『白牛酪考』という書物が著され、幕末の『西洋事情』（1866年発行）でもチーズが紹介されるなどしたが、明治期まで本格的に普及はしていない。
その後北海道や樺太などで開拓事業が進んで酪農家が数を増し、その流れでチーズづくりも土台が整えられた。20世紀はじめには北海道北斗市のトラピスト修道院や房総でのチーズ工場建設を指導したドイツ人技師など外国人も大きな役割を果たし、1930年代には日本でも本格的なチーズの工業生産が始まっていくのである。
なお、広く動物性たんぱく質を発酵させたチーズ同様のもの（なれずし）は古くから利用されており、日本にはチーズがなかったわけではないとの異見を持つ発酵学者もいる。